# كورانا (بافيا)
كورانا (بالإيطالية: Corana)‏ هي بلدة تقع في مقاطعة بافيا بإقليم لومبارديا في شمال إيطاليا. تبلغ مساحة هذه المدينة 13 (كم²)، وترتفع عن سطح البحر 71 م، بلغ عدد سكانها 785 نسمة في عام 2010 حسب إحصاء المعهد الوطني للإحصاء.

## السكان
في سنة 1861 بلغ عدد السكان 1٬082 نسمة، وتطور العدد ليصل في سنة 2011 لـ 798 نسمة.
يظهر هذا المخطط البياني تطور النمو السكاني لـ كورانا (بافيا)

## وصلات خارجية
- الموقع الرسمي